# تبادل عالمي للمعلومات العسكرية
التبادل العالمي للمعلومات العسكرية هو نظام تبادل سنوي لتبادل معلومات يهدف للحد من الأسلحة وترعاه منظمة الأمن والتعاون في أوروبا. ينص هذا الاتفاق على تبادل جميع الدول المشاركة فيه للمعلومات المتعلقة بجميع قواتها المسلحة في كافة أنحاء العالم. ويختلف هذا التبادل عن تبادل المعلومات وفق وثيقة فيينا من حيث أنه ليس قاصرًا على القوات في أوروبا فقط، أي بين المحيط الأطلنطي وجبال الأورال. يشمل هذا التبادل للمعلومات ما يلي:
- موقع القوات العامة وقوة أفرادها.
- تنظيمات القيادة، وسلسلة الأوامر، وموقع أفراد القوات وقوتهم.
- القوة الإجمالية لأفراد القوات المسلحة المعتمَدين.
- إجمالي ملكية نظم الأسلحة حسب الفئة والفئة الفرعية، ومواقعها.

يجري هذا التبادل سنويًا في شهر أبريل، ويعكس المعلومات المتوفرة بدءًا من 1 يناير.